# Jessica Gallagher
Jessica Gallagher (Geelong, 14 de marzo de 1986) es una esquiadora alpina paralímpica australiana, atleta de atletismo y ciclista tándem. Fue la segunda paralímpica de invierno de Australia, y la primera australiana en ganar una medalla en los Juegos Paralímpicos de Invierno en los Juegos de Vancouver 2010. Compitió en los Juegos Paralímpicos de Invierno 2014 en Sochi, donde ganó una medalla de bronce en el Eslalon Gigante para Mujeres con Discapacidad Visual.
Es legalmente ciega y representa a Australia a nivel internacional en tres deportes: esquí, atletismo y ciclismo. Además de sus logros en el esquí, ha representado a Australia en atletismo en los Juegos Paralímpicos de Verano de 2012 en Londres, y ganó una medalla de plata y bronce en el Campeonato Mundial de Atletismo IPC 2011 celebrados en Christchurch en las pruebas de salto de longitud y jabalina, respectivamente. También ha representado al estado de Victoria como junior en netball y baloncesto. Gallagher fue seleccionada en el equipo de ciclismo australiano con su piloto Madison Janssen para los Juegos Paralímpicos de 2016 en Río de Janeiro. Su "objetivo a largo plazo es ser la primera australiana en ganar medallas en los Juegos Paralímpicos u Olímpicos de verano e invierno". Esto se logró cuando ganó una medalla de bronce en la contrarreloj femenina de 1000 m en la categoría B/VI en Río 2016.

## Personal
Gallagher nació el 14 de marzo de 1986 y vive en el suburbio Geelong de Highton. En 2009, se graduó de la Universidad RMIT con una Maestría en Osteopatía y es una osteópata registrada.
Durante los Juegos Paralímpicos de Invierno de Vancouver 2010, estaba saliendo con el eslalonista de esquí paralímpico estadounidense Gerald Hayden. Es embajadora del Comité Paralímpico Australiano, Vision Australia, Seeing Eye Dogs Australia, Vision 2020 Australia, Kx Pilates y 2XU.  
Es legalmente ciega debido a la enfermedad de Best, una rara condición médica. Comenzó a perder la vista cuando era una adolescente, después de haber recibido los resultados de las pruebas mientras competía en el campeonato nacional de netball U17.
Gallagher fue seleccionada para competir en los Juegos Paralímpicos de 2008 en Pekín en salto largo, 100 m, lanzamiento de peso y disco, pero falló su prueba de clasificación porque los clasificadores dijeron que la vista en su ojo derecho era 0.01% mejor de lo necesario. En noviembre de 2009, su clasificación fue revisada debido al deterioro de su visión y se la consideró elegible para competir.
Gallagher fue nombrada miembro de la Junta de Visión 2020 Australia en junio de 2015 y también es miembro de su Comité de Miembros, Finanzas y Auditoría.
En marzo de 2018 fue incluida en el Cuadro de Honor Victoriano de Mujeres.

## Carrera deportiva

### Netball, baloncesto y snowboard
Gallagher jugó netball y baloncesto con competidores aptos, habiendo participado por primera vez en el nivel élite en ambos deportes cuando comenzó a perder la visión. En el netball, fue portera y atacante, representó a Victoria varias veces y fue nombrada como suplente para el equipo australiano U16. En la División de Campeonato de la liga victoriana, representó tanto a los equipos Palladians como a Altona Lightning. En baloncesto, fue parte de los Geelong Cats durante cinco años y también representó a Victoria Country. En ese momento, su objetivo era convertirse en una jugadora profesional de netball o baloncesto. Además, jugó netball en la Geelong Football/Netball League, representando a South Barwon y Leopold. A pesar de su baja visión y la falta de un tercio de los juegos debido a su programa de entrenamiento paralímpico, ganó el Mejor grado A y el Premio al juego limpio en 2007, en representación de Leopold. 
Gallagher también practica snowboard, después de haber practicado el deporte durante unas vacaciones de trabajo en Vail (Colorado), antes de enterarse de los Juegos Paralímpicos de Invierno.

### Esquí competitivo

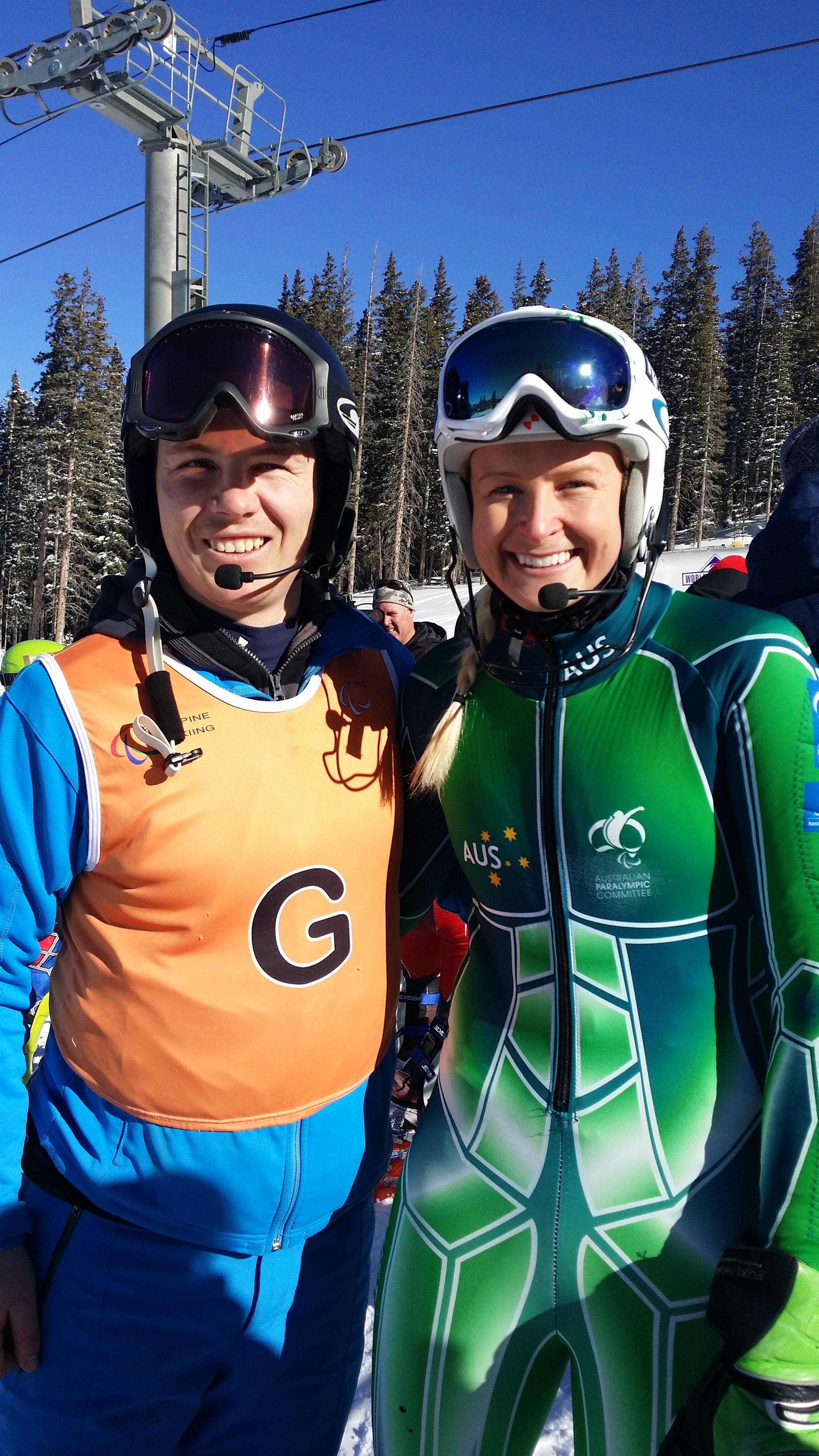
Jessica Gallagher con su guía vidente Christian Geiger en diciembre de 2013. Los micrófonos les permiten comunicarse entre sí.

Gallagher fue la primera australiana en ganar una medalla en los Juegos Paralímpicos de Invierno, y la segunda paralímpica de Invierno de Australia. Se le dio la oportunidad de competir en los niveles más altos en esquí después de ser identificada durante una búsqueda de talento y debido a su experiencia en el snowboard. Como es ciega, compite con una guía, Eric Bickerton como su primera guía. Es entrenada por Steve Graham, quien también entrenó a Michael Milton y es el actual entrenador en jefe del programa Paralímpico de Invierno del Instituto Australiano de Deportes. Su base de entrenamiento se encuentra en el Instituto Victoriano de Deportes ubicado en el estadio Lakeside en el sur de Melbourne. Mientras entrena activamente seis días a la semana, sus sesiones de entrenamiento individuales durarán entre dos y tres horas cada una, un total de diez a doce sesiones para el final de la semana.
Gallagher representó a Australia por primera vez en 2009 en los Juegos de Invierno de Nueva Zelanda, donde ganó una medalla de oro. En enero de 2010, compitió en su primer evento de la Copa Mundial de Esquí Alpino IPC en Austria y ganó una medalla de bronce en eslalon. Antes del comienzo de los Juegos de 2010, había competido en nueve eventos de la Copa del Mundo. En su cumpleaños número 24, ganó una medalla de bronce en los juegos de Vancouver en la prueba de eslalon para mujeres con discapacidad visual, convirtiéndose en la primera australiana en hacerlo. En su primera y segunda vez bajando la colina, terminó en tercer lugar las dos veces, También compitió en el evento de discapacidad visual de Eslalon Gigante Femenino en los Juegos de 2010, terminando séptima después de algunos problemas con los auriculares que causaron problemas con comunicación.
En 2013, en la Copa Mundial de Esquí Alpino IPC en Thredbo, Nueva Gales del Sur, varias semanas después de tener una nueva guía, Christian Geiger, ganó dos medallas de plata en eslalon y eslalon gigante. En los Juegos Paralímpicos de 2014, Gallagher (guiada por Geiger) ganó una medalla de bronce en el Eslalon Gigante para mujeres con Discapacidad Visual y quedó séptima en el Eslalon Gigante.
Ha estado en el Programa de Esquí Alpino del Instituto Australiano de Deporte desde 2009.
El Museo Nacional de Deportes de Australia exhibió varios artículos relacionados con ella después de su medalla de bronce en los Juegos de Vancouver 2010.

### Atletismo competitivo
Gallagher es una competidora de atletismo, en las pruebas de salto de longitud, disco, lanzamiento de peso, jabalina y carrera de velocidad, Se involucró en atletismo después de aprender sobre los Juegos Paralímpicos. En la evaluación de habilidades, los clasificadores hicieron su lanzamiento de prueba y, a pesar de estar vestida con atuendo deportivo casual, logró un lanzamiento que cumplió con la distancia de clasificación paralímpica. Después de un año de entrenamiento, aumentó esta distancia inicial en 2,5 metros (2,7 yd) para tener un mejor lanzamiento personal de más de 12 metros (13,1 yd) Tiene varios récords en la clasificación F13, incluidos récords australianos y oceánicos en salto de longitud, jabalina y lanzamiento de peso, y un récord australiano en disco. En atletismo, sus entrenadores han incluido a Mike Edwards y John Boas. En enero de 2011, compitió en el Campeonato Mundial de Atletismo IPC de 2011, donde terminó segunda en el salto de longitud y tercera en el evento de lanzamiento de jabalina, con un lanzamiento de 33,75 metros (36,9 yd). Su aparición en el campeonato marcó su regreso al deporte después de haberse tomado un descanso para competir en el esquí.
En los Juegos Paralímpicos de 2012 en Londres, Gallagher compitió en los eventos femeninos de salto largo F13 y lanzamiento de jabalina F12/13, terminando quinta y sexta respectivamente. Gallagher estaba decepcionada con estos resultados, después de haber sufrido una severa rotura en su menisco durante el entrenamiento que la obligó a usar muletas en el mes previo a la competencia.
En una entrevista de 2014, Gallagher expresó lo que significaba para ella competir en los Juegos Paralímpicos de Verano e Invierno. Ella dijo: Me encanta la experiencia cultural única que aporta cada ciudad anfitriona. En última instancia, competir por su país en el escenario deportivo más grande del mundo es un pináculo. Trae recuerdos y experiencias que duran toda la vida.

### Ciclismo competitivo

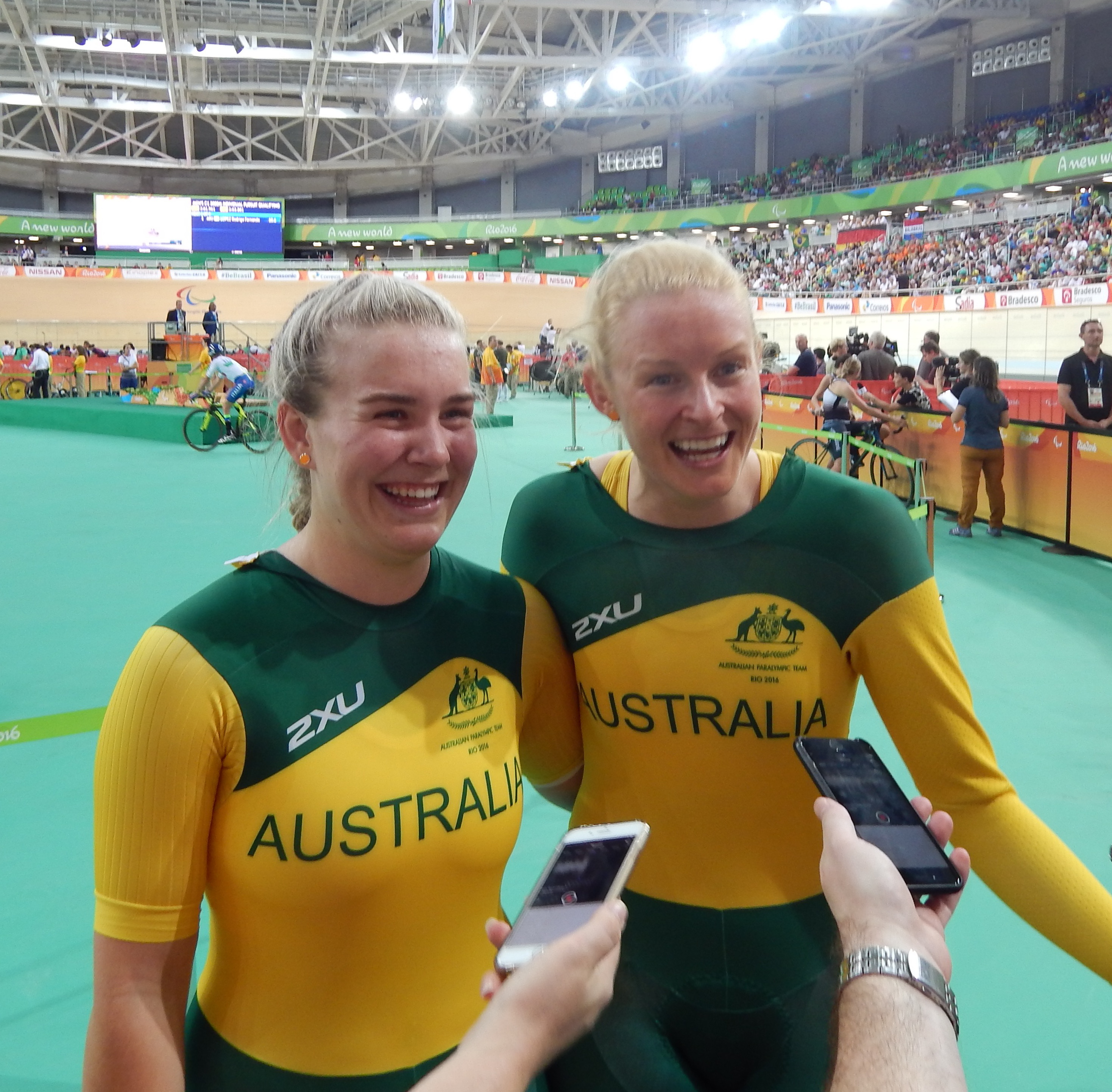
Gallagher (derecha) y la piloto Madison Janssen (izquierda) sonríen después de ganar una medalla de bronce en la final femenina de contrarreloj de 1000 m B/VI.

El entrenador del Instituto Victoriano de Deporte, Glenn Doney, alentó a Gallagher a practicar ciclismo. La decisión de transferirse al ciclismo se hizo más fácil después de que su evento de atletismo favorito, el salto de longitud, no se incluyera en el programa de atletismo de los Juegos Paralímpicos de Río 2016. Gallagher cree que el ciclismo en pista es más fácil que el esquí alpino. En una entrevista dijo: "Siendo esquiadora, la guía no está conectada a mí como en un tándem, por lo que necesito esquiar a altas velocidades bajo variaciones increíblemente intensas que cambian constantemente. El velódromo es un entorno estable ". En el Campeonato Mundial de ciclismo en pista UCI de 2016 en Montichiari, Italia, Gallagher y su piloto Madison Janssen hicieron su debut internacional. Ganaron la medalla de oro en el Sprint B femenino, rompiendo un récord mundial, y el bronce la prueba femenina de contrarreloj de 1 km B. En septiembre de 2016, se convirtió en la primera australiana en ganar medallas en los Juegos Paralímpicos de Verano e Invierno cuando ganó una medalla de bronce en la prueba contrarreloj para mujeres B/VI 1000 m en los Juegos Paralímpicos de Verano 2016 en Río de Janeiro con Janssen. Terminaron noveno en la búsqueda individual B.
En los Campeonatos del Mundo de ciclismo en pista UCI 2018, en Río de Janeiro, con Madison Janssen ganó medallas de plata en la prueba contrarreloj femenina en tándem y sprint.
En el Campeonato del Mundo de ciclismo en pista UCI 2019 en Apeldoorn, Países Bajos, con Madison Janssen ganó la medalla de plata en The Women's Tandem Spring y terminó cuarta en la prueba contrarreloj femenina.